# Danza delle ore
La danza delle ore è un breve balletto tratto dall'opera Gioconda di Amilcare Ponchielli.
L'azione coreografica ha luogo nell'atto III. Durante un ricevimento alla Ca' d'Oro, Alvise Badoero, capo dell'inquisizione di stato, intrattiene gli ospiti con un ballo classico.
Il librettista e scrittore Arrigo Boito immaginò dodici ballerine che, danzando in cerchio, rappresentassero le dodici ore, e due ballerini che, danzando nel mezzo, raffigurassero le lancette.

## Struttura
Dopo un'introduzione in Sol maggiore, con interventi vocali (omessi nella versione sinfonica), si assiste in sequenza alle danze delle ore dell'aurora, delle ore del giorno, delle ore della sera e delle ore della notte.
L'episodio dedicato alle ore dell'aurora (Mi maggiore) funge da estesa introduzione a quello dedicato alle ore del giorno, di cui anticipa l'inciso tematico di quattro note. Il punto di raccordo tra i due episodi, l'istante della nascita del giorno, coincide con l'intervento in fortissimo del coro ("Prodigio! incanto!") cui segue un lento passaggio cromatico tipico dello stile dell'autore.
Dopo il breve episodio in Do diesis minore dedicato alle ore della sera, basato su figurazioni in staccato, una melodia legata ed espressiva in Mi minore affidata alla voce brunita dei violoncelli introduce le ore della notte. Una nuova patetica melodia in la minore si distende infine in un'ampia frase cantabile nella tonalità iniziale di mi maggiore.
Un effetto di dissolvenza sonora prepara l'attacco della coda conclusiva: un robusto can-can alla maniera delle future composizioni di Romualdo Marenco per il Ballo Excelsior, introdotto a sorpresa da un brusco cambio di tempo (allegro vivacissimo).
Unico brano di un compositore italiano utilizzato dalla Disney nel film di animazione Fantasia, la Danza delle ore sarebbe dovuta riapparire nel successivo Fantasia 2000, ma poi venne sostituita dalla Rapsodia in blu di Gershwin. Prima di Fantasia, la Danza delle ore era apparsa nel cartone animato del 1929 "Quando torna primavera" (Springtime) della serie "Silly Symphonies".

## Trascrizioni
- Julio Salvador Sagreras, per chitarra classica.
- 1963 Gigi Stok, per fisarmonica, con il titolo Solo un'ora, per l'album Brani celebri a tempo di liscio.